# Road’s End Wildlife Sanctuary
Das Road’s End Wildlife Sanctuary ist ein 190 Acres (76,9 ha) umfassendes Schutzgebiet bei Worthington im Bundesstaat Massachusetts der Vereinigten Staaten. Es wird von der Massachusetts Audubon Society verwaltet.

## Schutzgebiet
Das Schutzgebiet befindet sich auf dem Gelände eines ehemaligen Bauernhofs und zeigt eindrücklich, wie die Natur ihr überlassene Gebiete zurückerobert. So stehen auf ehemaligen, für Ackerbau genutzten Feldern heute Wälder aus Weymouth-Kiefern und einstige Viehweiden bieten einen Lebensraum für Biber. Ein ehemaliger Kellerraum ist mit Wasser gefüllt und wurde zum Brutgebiet für Waldfrösche und Flecken-Querzahnmolche. Besuchern stehen 1 mi (1,6 km) Wanderwege zur Verfügung.